# Laurentius Lindelius
Laurentius Lindelius, född 2 februari 1604 i Dannäs församling, Jönköpings län, död 6 januari 1672 i Jönköpings Kristina församling, Jönköpings län, var en svensk präst.

## Biografi
Laurentius Lindelius föddes 1604 på Jonsboda i Dannäs församling. Han var son till bonden Jöns Ambjörnsson och Märta Larsdotter. Lindelius blev student vid Växjö trivialskola 1620, Uppsala universitet 1631 och Dorpats universitet 1637. Han disputerade 1637 (de anima in genere, pres. P. Schomerus) och 1638 (de fortitudine, pres. L. Ludenius). Lindelius avlade magisterexamen 1639. År 1742 blev han rektor vid Jönköpings trivialskola och kyrkoherde i Barnarps församling. Lindelius var 1649 riksdagsman och blev 1653 kyrkoherde i Jönköpings Kristina församling, tillträde 1654. År 1653 blev han kontraktsprost i Tveta kontrakt och var 1650 preses vid prästmötet. Lindelius avled 1672 i Jönköpings Kristina församling.

### Familj
Lindelius gifte sig 1647 med Gunilla Rudenia (1632–1696). Hon var dotter till kyrkoherden Nic. Rubenius i Vittaryds församling. De fick tillsammans barnen Marta Lindelia som var gift med professorn Andreas Spole i Uppsala, lektorn Johan Lindelius (1663–1712) i Växjö, Anna Lindelia som var gift med kyrkoherden Nicolaus Lundeberg i Tolgs församling och Maria Lindelia (död 1696).